# Cista
|  | Aquest article tracta sobre el dolmen. Vegeu-ne altres significats a «cista (bossa)». |

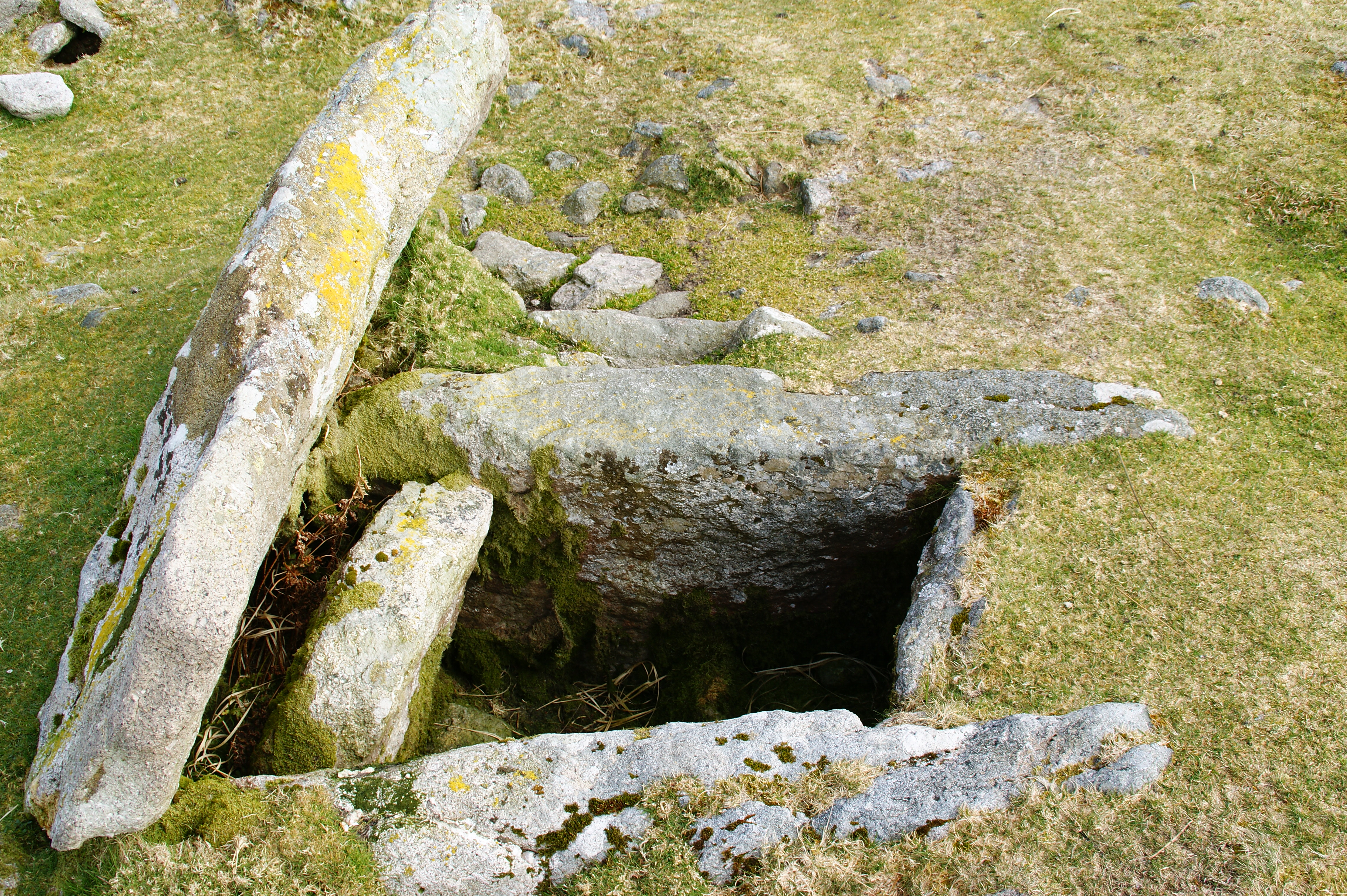
Cista trobada al sud de Dartmoor (Anglaterra).

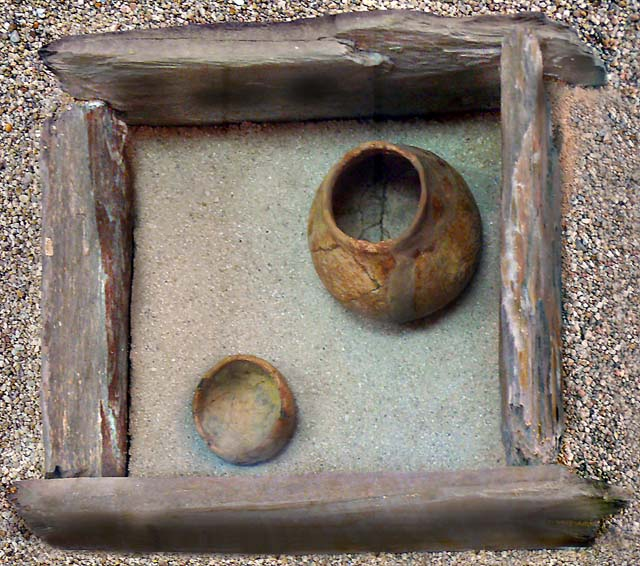
Cista amb ossari

Una cista (del grec antic κίστη, cofre) és el nom que rep en arqueologia una estructura feta de pedra emprada en l'antiguitat per fer enterraments. Es tracta del tipus més senzill de dolmen format per dues pedres verticals i una d'horitzontal. Les cistes poden ser de mida petita per fer d'ossari o més grans per contenir un cadàver sencer.
Se'n poden trobar per tot Europa i a l'Orient Mitjà. La més antiga data del 4300 aC i està a prop de Laussana, Suïssa.
La troballa de cistes en excavacions arqueològiques s'interpreta com un senyal indicador d'una societat neolítica evolucionada.

## Tipologia
Són petites tombes megalítiques; poden estar formades per quatre pedres planes col·locades verticalment formant un rectangle o quadrat i amb una pedra plana per damunt d'elles formant una tapa; a l'interior es posaven les restes funeràries. S'aplica el nom de cista si no superen el metre quadrat, i si són més grans es diuen dolmen.
En general no tenen cap forma d'accés a l'interior, de vegades estan soterrades sota un túmul de terra afegida, o sota una pila de pedres com passa en les anomenades cairn d'Escòcia. També hi ha casos de cistes construïdes aprofitant el desnivell d'un pujol i situades a l'interior aprofitant l'erosió del terreny, per exemple a Juelsberg, Dinamarca.

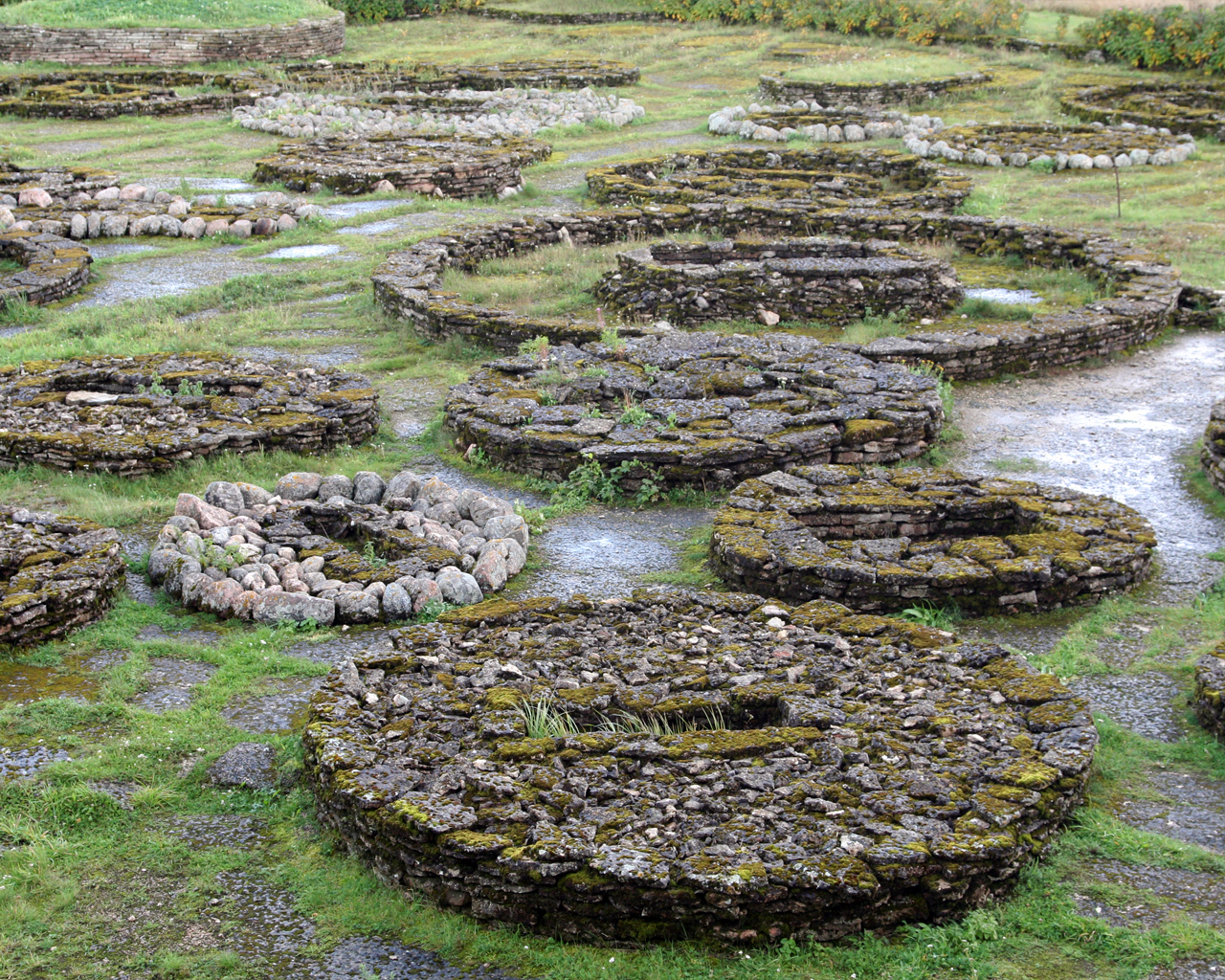
camp de cistes circulars

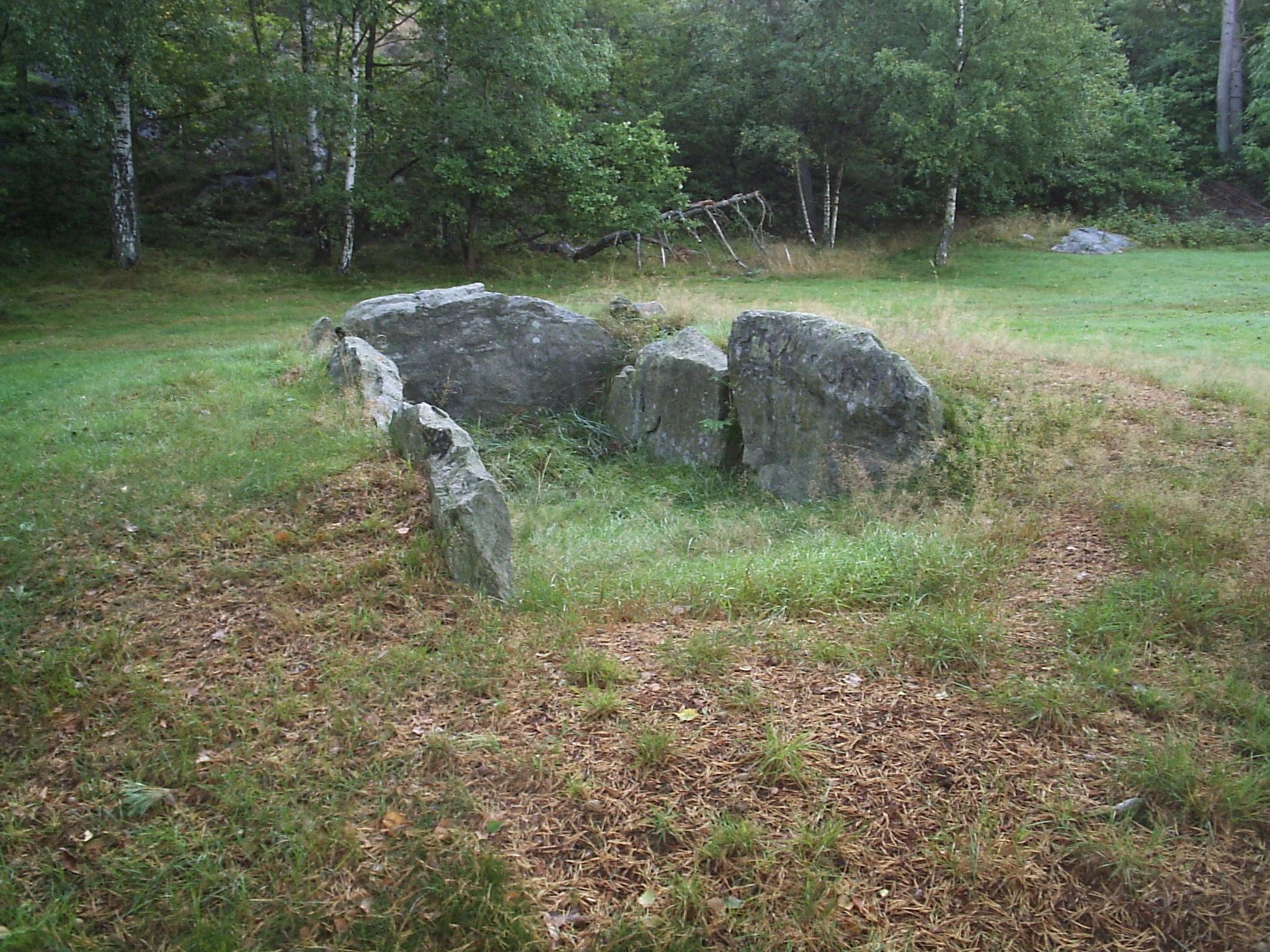
La tomba reial de Goteborg (Suècia), un exemple de cista quadrangular.

Al nord de la península de Jutlandia les cistes són més espaioses, formen una cambra de vegades amb dues pedres grosses fent de pilars, estructura que recorda la forma dels temples primitius. Algunes tenen un passatge lateral i aquesta complexitat fa que alguns autors trobin controvertit classificar-les com a autèntiques cistes.
Se sol parlar de dos tipus: la cista simple, amb tapa de pedra i el dolmen senzill. A la necròpoli de Bruessow-Wollschow, a Uckermark, es van trobar 14 dolmen simples i 28 cistes amb pedra al davant. En altres casos, la diferenciació no està tan clara o és impossible. Els elements per a la diferenciació són: la fondària de l'estructura i el tipus de pedra que, en les cistes simples acostumen a ser còdols.
Les cistes trobades al nord poden tenir dues formes: quadrangular o circular .
L'arqueòleg suec Oscar Montelius (1843-1921) va fer la següent divisió: cistes amb tapa i sepulcres amb passadís d'entrada.

## En la Cultura dels vasos d'embut
Al nord de l'Europa Central i Escandinàvia es troben cistes petites pertanyents a la Cultura dels vasos d'embut, del 3500 aC, a la regió d'Hercínia tenen unes característiques pròpies distintives, generalment inclouen un passadís per accedir. Les més destacades estan a: Uckermark, la ruta dels monuments megalítics (Straße der Megalithkultur)
a Niedersachsen, al nord de Jutlàndia, les cistes megalítiques de Suïssa, a Kujawy (Polònia), els anomenats Urdolmen del sud d'Alemanya, les relacionades amb la Cultura de l'àmfora globular a Polònia i les de la cultura de la destral a Suècia.

## Finals del Neolític

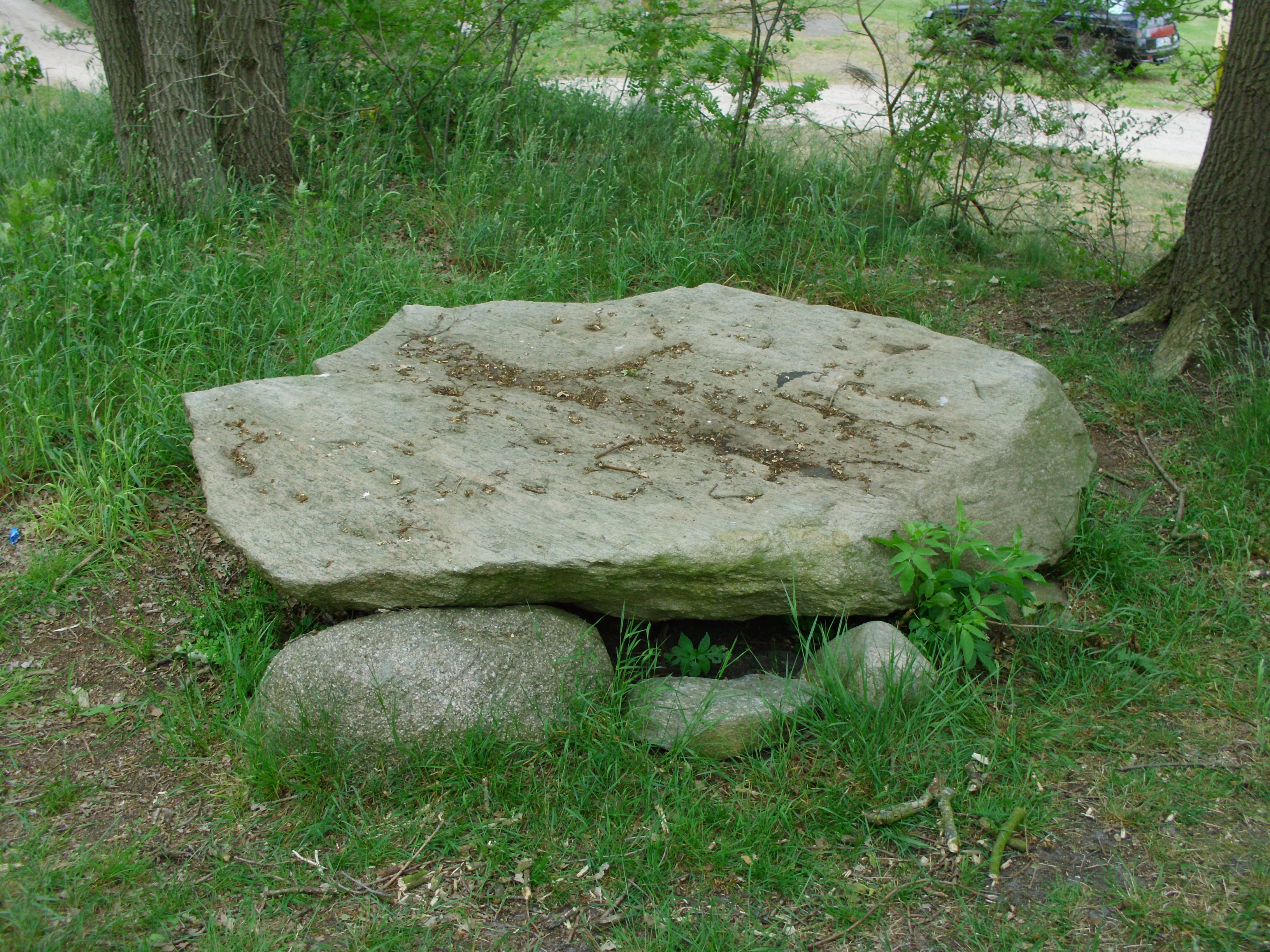
Cista de Bargloy

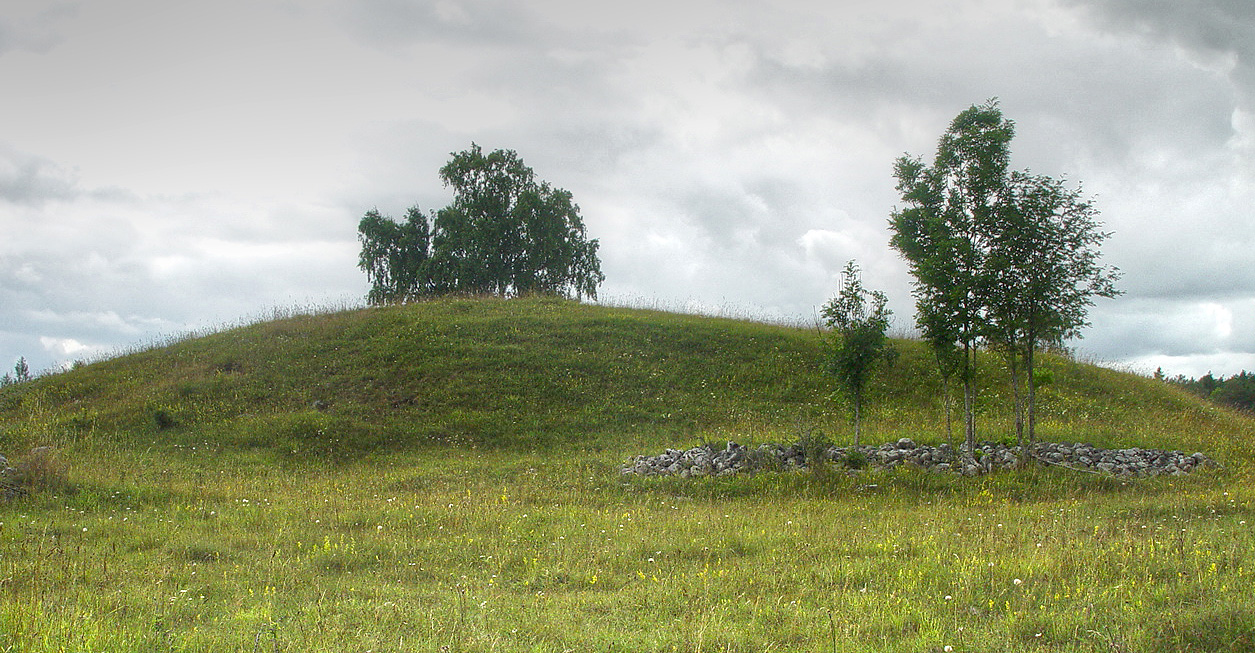
Les cistes (röse) a Gotland

També s'han trobat algunes cistes de finals del Neolític, d'aquest període l'exemple més destacat és la de Bargloy (Alemanya) amb una gran llosa fent de tapa. Dues de les tombes de finals del Neolític pertanyen a la Cultura de la ceràmica cordada: la de Feldmark (Harburg) i la de Fehrenbruch (Deinstedt). A la regió de Saxònia-Anhalt se n'han trobat nombroses cistes de la Cultura Bernburg, de fins a 14 m de llarg. Altres més petites es troben a Suècia: Södra Harene en Västergötland, Fjällsökla / Frändefors en Dalsland. L'arqueòleg K. Ebbesen ha trobat 17 cistes amagades als vessants dels turons o sota túmuls, que allà anomenen röse.
D'aquesta època són les cistes trobades a Irlanda: Grannagh, Haynestown i Kilmahuddrick, també sota túmuls.

## Edat del Bronze

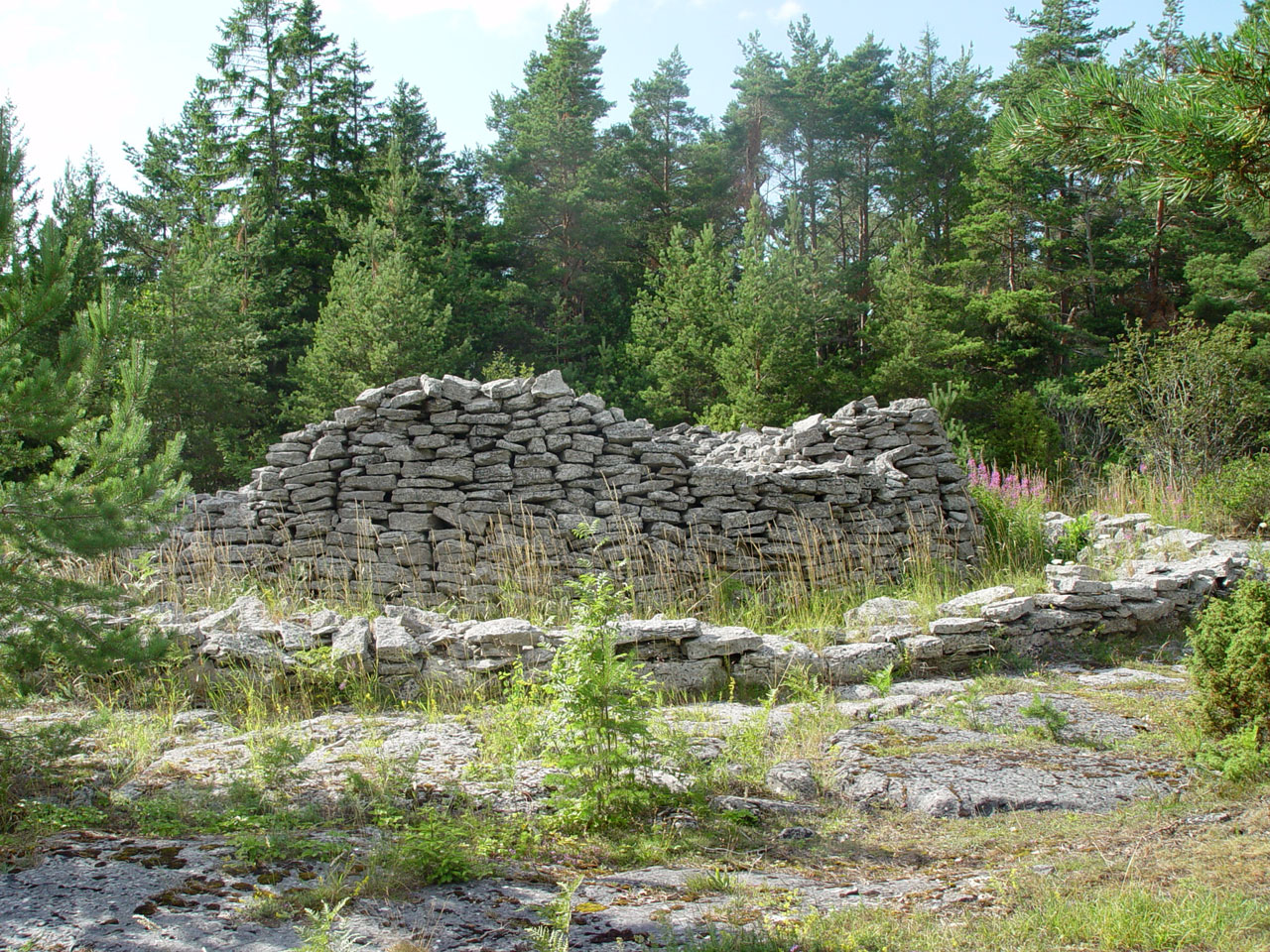
Vista exterior de la röse de Kauparve

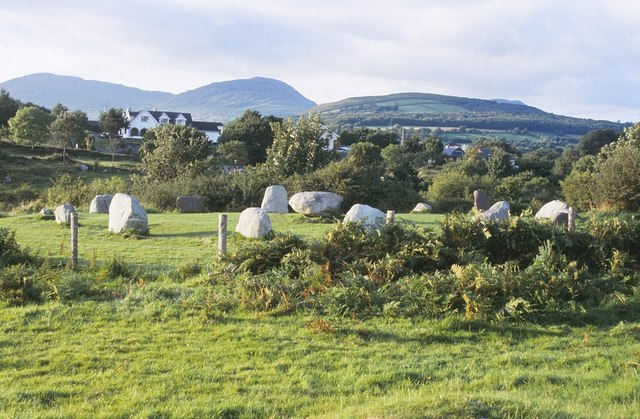
Les boulder tomb de Kenmare (Kerry, Irlanda)

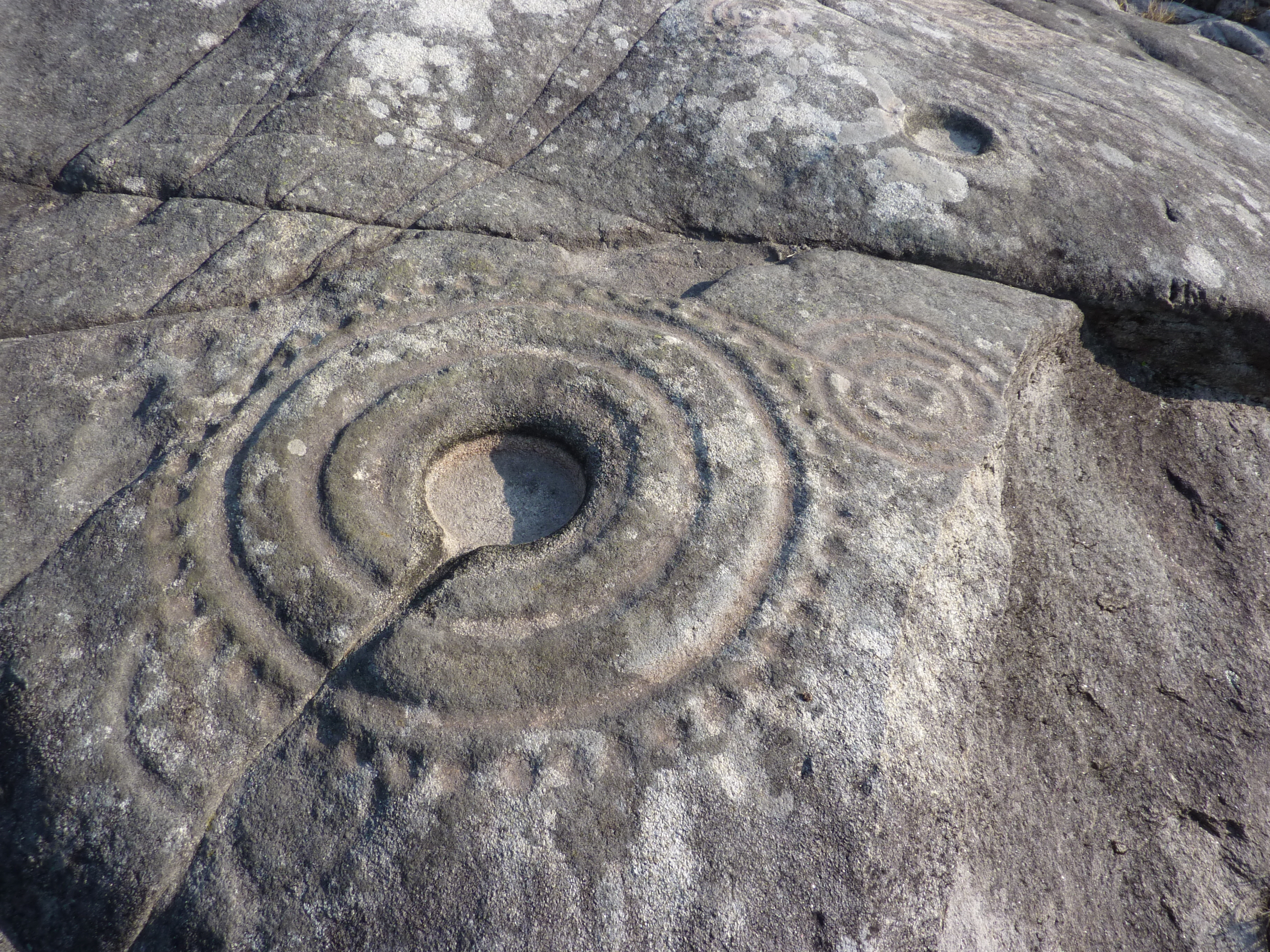
Marques en una llosa trobada a Galícia

Impressionant és la cista trobada a Kauparve (illa de Gotland), de 20 m de diàmetre, que recorda la forma d'un vaixell.
A Drakjihaugen (Noruega), es va trobar una peculiar cista triangular, on hi havia restes d'incineració. A les Illes Òrcades es va trobar una a l'indret conegut com a Fresh Knove. D'aquest període són les cistes trobades a Escòcia: Beauly, i Holm (l'anomenada Dunan Aula d'Inverness).
D'aquesta època són també unes cistes trobades a Anglaterra i a Irlanda amb la pedra que fa de tapa molt voluminosa, són les anomenades Boulder tomb. En aquesta zona algunes de les pedres emprades en la construcció de la cista tenen unes curioses marques en forma d'anells, semblants al que s'han trobat a Galícia. A Smerup (Dinamarca) hi ha petites cistes de l'edat del bronze amb restes d'incineracions.
A Alemanya, la cista més famosa d'aquest període es troba a Anderlingen (al districte de Rotenburg), amb tres figures humanes representades en la pedra angular, característica que també es pot trobar en petròglifs escandinaus, però que és única a Alemanya. Aquesta cista tenia una cambra feta de lloses de granit orientades cap al NO-SE, té les dimensions clares de 2 metres per 0,7 metres; va ser traslladada i reconstruïda al Maschpark de Hannover.
A Noruega, hi ha una dotzena de cistes, la majoria estan a Østfold (Halden, Spydeberg).

## Fora d'Europa
Diverses cistes tallades a la roca i originalment cobertes amb una llosa de pedra es van trobar a la necròpoli de Marshan a Tànger (Marroc). Van ser utilitzades de nou en l'època romana; els objectes romans que contenien aquestes tombes es poden veure al "Museu de la Kasbah". El mateix passa amb les trobades a Palestina i Jordània, reutilitzades en època romana.